# Adrianus (posłaniec)
Adrianus (poświadczony od listopada 1498 – list 80, do stycznia 1501 – list 146) – osoba, która dostarczała listy Erazma z Rotterdamu.
Postać Adrianusa poświadczają listy Erazma 80, 95, 101, 124, 130, 133 i 146.
Adrianus przekazywał korespondencję pomiędzy Jacobem Battem, kiedy ten znajdował się w Tournehem, a Erazmem z Rotterdamu, który mieszkał wtedy w Paryżu i Orleanie. Według listu 124 Erazm w kwietniu 1500 planował wysłanie go do Anglii.
W ostatnim liście Erazma w którym Adrianus jest wzmiankowany, tj. w liście 146 (do Batta, pochodzącym z 27 stycznia 1501), Erazm wyraża głębokie niezadowolenie z Adrianusa, obrzuca go też w nim obelgami, nazywając łajdakiem, dla którego żadne traktowanie nie jest wystarczająco złe.